# HMS Kipling (F91)
Le HMS Kipling (F91) est un destroyer de classe K en service dans la Royal Navy pendant la Seconde Guerre mondiale.
Nommé d'après le poète et écrivain Rudyard Kipling, le HMS Kipling est mis sur cale aux chantiers navals Yarrow Shipbuilders de Scotstoun (Écosse) le 20 octobre 1937, il est lancé le 19 janvier 1939 et mis en service le 12 décembre 1939.

## Historique

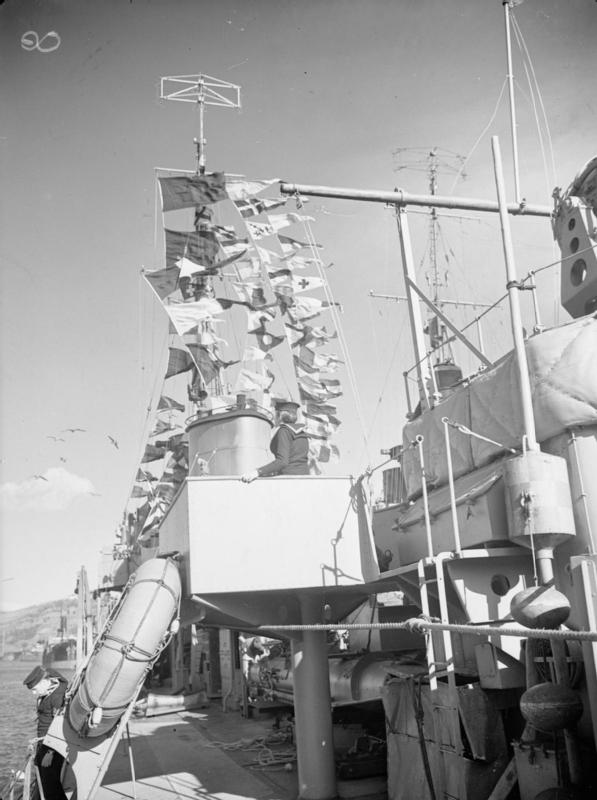
Pont du Kipling.

Le 11 octobre 1940, le Kipling et six autres destroyers escortent le cuirassé HMS Renown pour bombarder le port français de Cherbourg.
Le 17 décembre 1941, il est légèrement endommagé par des éclats d'un obus de 203 mm du croiseur italien Gorizia au cours de la première bataille de Syrte. Cependant, l'évaluation britannique conclut que le Kipling avait été touché par des obus de 305 mm tirés par les cuirassés Andrea Doria et Giulio Cesare. Ses antennes sans fil ont été détruites, sa structure, sa coque et ses canots de sauvetage ont été endommagés. Un membre d'équipage a également été tué pendant la bataille.
Le 28 décembre 1941, le Kipling coule avec des charges de profondeur le sous-marin allemand U-75 près de Mersa Matruh, en Égypte. L'attaque coûte la vie de 14 des 44 sous-mariniers.
Le 11 mai 1942, il est attaqué au nord-ouest de Mersa Matruh par des bombardiers allemands Ju 88 du Lehrgeschwader 1. Le destroyer est coulé par l'as allemand Joachim Helbig. 29 des 250 membres d'équipage décèdent dans cette attaque.